# Ápis (rei de Argos)
Ápis era filho de Foroneu e a ninfa Teledice, e se tornou rei do Peloponeso sucedendo a seu pai. Ele se tornou um tirano do Peloponeso, ao qual ele chamou de Apia, mas foi morto por Thelxion e Telchis. Seu sucessor foi seu sobrinho Argos (filho de Níobe) (alguns autores acrescentam outro sobrinho, Pelasgo).
Nas cronologias de Eusébio de Cesareia e Jerônimo de Estridão, Ápis reinou por 35 anos, sendo o sucessor de Foroneu e antecessor de Argos (filho de Níobe), reinando de 1746 a.C. a 1711 a.C..
Segundo Agostinho de Hipona, citando Marco Terêncio Varrão, Ápis, o terceiro rei de Argos, atravessou para o Egito em barcos e, morrendo lá, foi transformado em Serápis. A palavra Serapis é a contração da palavra grega soros, a arca onde ele foi colocado depois de morto, com seu nome apis. Quem dissesse, no Egito, que ele havia sido mortal era punido com a morte, assim, nos templos de Serápis e Isis, os deuses eram representados com um dedo sobre os lábios, como um aviso para os homens ficarem silenciosos. Já o touro adorado pelos egípcios se chamava Ápis porque ele era adorado vivo, sem o sarcófago; cada vez que um Ápis morria, os egípcios encontravam outro com as mesmas marcas, dizendo que isso era um milagre divino. Ápis foi sucedido por seu filho Argos
Segundo Newton, a cronologia mitológica grega foi artificialmente inflada, tratando príncipes que reinaram ao mesmo tempo como sendo reis em sucessão. Newton considera que houve apenas um Ápis, o mesmo personagem que Épafo e Epopeu, e que ele foi morto em 1010 a.C..